# Seyrigella notabilis
Seyrigella notabilis är en insektsart som beskrevs av Lucien Chopard 1951. Seyrigella notabilis ingår i släktet Seyrigella och familjen Episactidae. Inga underarter finns listade i Catalogue of Life.